# Lago Stellberg
El lago Stellberg (en alemán: Stellbergsee) es un lago situado al noreste de la ciudad de Fráncfort del Meno, en el distrito rural de Kassel, en el estado de Hesse (Alemania), a una altitud de 356 metros; tiene un área de 1.4 hectáreas y una profundidad máxima de 30 metros.